# ひずんだ八面体形分子構造

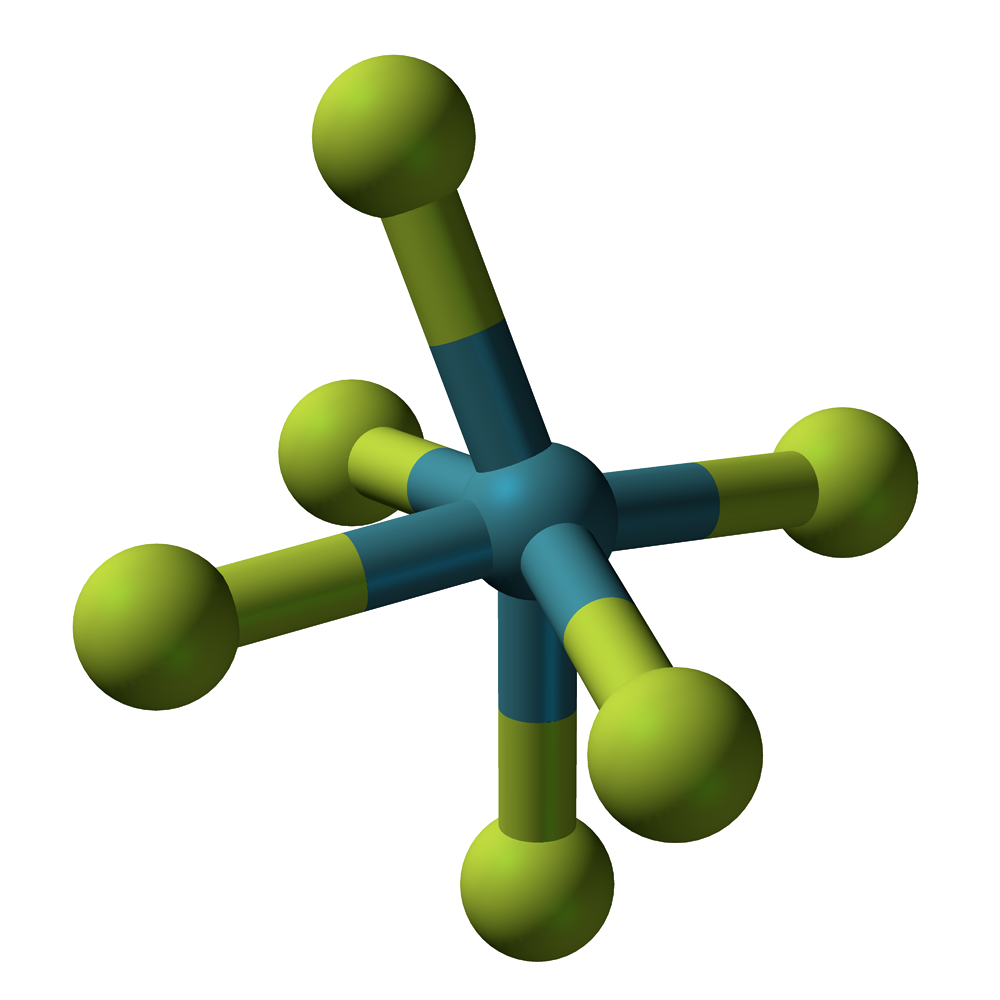
XeF_{6}の構造

化学において、ひずんだ八面体形分子構造（ひずんだはちめんたいけいぶんしこうぞう、英: Distorted octahedral molecular geometry）は、中心原子の周りに6つの原子または原子のグループまたは配位子ならびに1つの非共有電子対が三角錐反柱の各頂点に配置された化合物の形状を説明する。この形状はC3v対称性を持つ。

## ヤーン・テラー効果
「ひずんだ八面体形」という用語はヤーン・テラー効果によって影響を受けた八面体をも指す。ヤーン・テラー効果は錯体化学において一般的な現象である。

## 例
- XeF6[1]
- IF−
6[2] [3]